# Schinkel-Ost

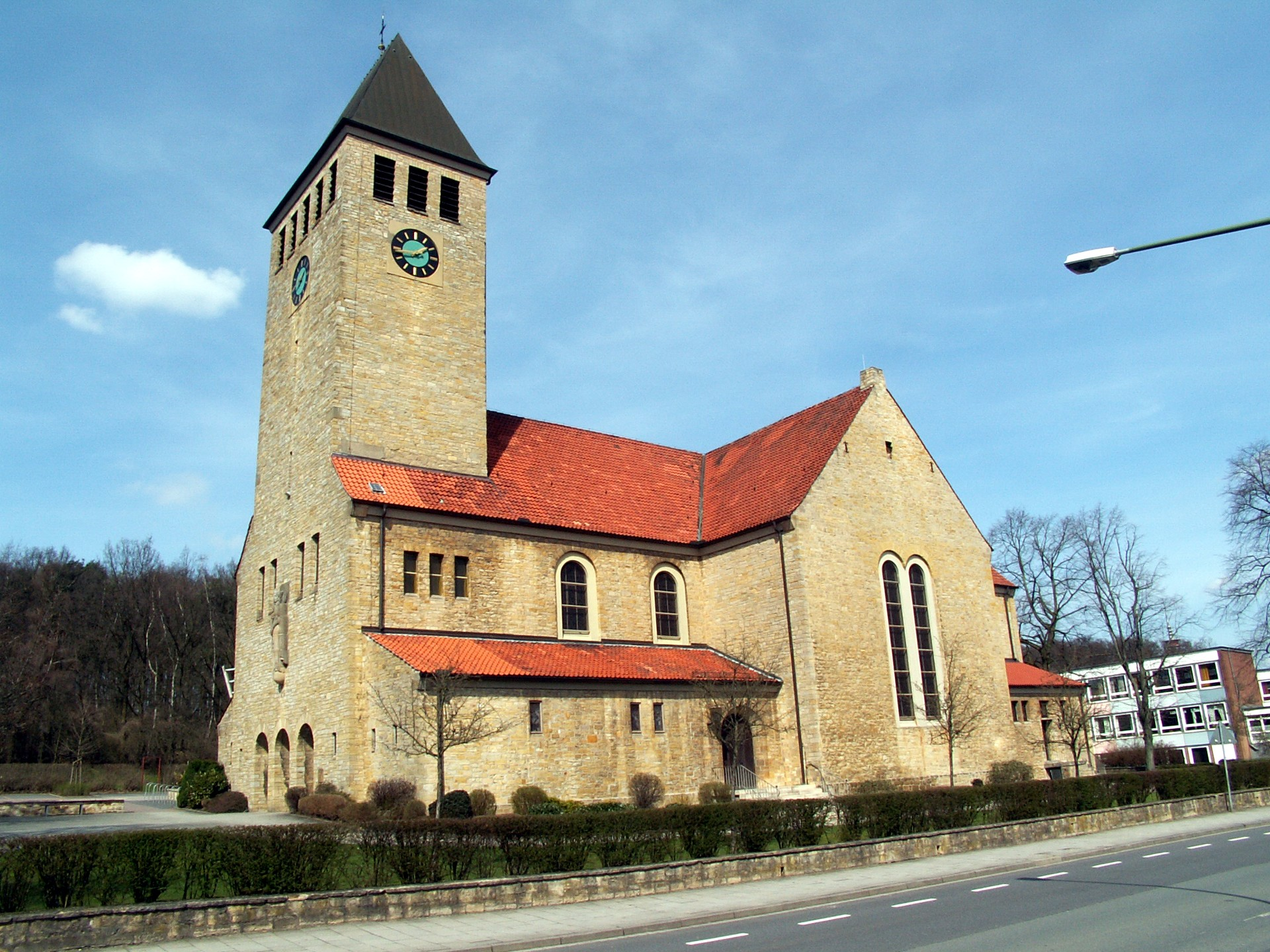
Rosenkranzkirche

Schinkel-Ost ist ein Stadtteil in der Stadt Osnabrück. Er ist hervorgegangen aus einem Teil der früheren Gemarkung Schinkel, welche 1914 zu Osnabrück eingemeindet wurde. Schinkel-Ost hat 3.663 Einwohner (12/2022), die sich auf 2,92 km² Fläche verteilen. Der Stadtteil grenzt im Norden an das Widukindland, im Osten an Darum/Gretesch/Lüstringen, im Süden an den Fledder und im Westen an den heutigen Stadtteil Schinkel.

## Beschreibung
Der Schinkelberg im Norden von Schinkel-Ost, der die Grenze zum Widukindland bildet, ist größtenteils bewaldet. An ihn schließt sich südlich zwischen der Windhorststraße und der Belmer Straße die Hauptwohnsiedlung des Stadtteils an. Hier sind die kooperative Gesamtschule Schinkel, die Grundschule Diesterweg, die ev.-luth. Jakobuskirche und die katholische Rosenkranzkirche ansässig. Die Anlage des Sportvereins Blau-Weiß Schinkel liegt im Osten der Siedlung am Gretescher Weg. Eine weitere Sportanlage liegt im Westen an der Weberstraße, an den Hängen des Schinkelbergs, die der VfL Osnabrück als Trainingsgelände nutzt. Die Mitte des Stadtteils ist durch landwirtschaftliche Flächen geprägt, im Westen liegt der Schinkeler Friedhof. Südlich davon schließt sich im Bereich der Mindener Straße weitere Wohnbebauung und ein Gewerbegebiet an.

## Verkehrsanbindung
Die A 33 bildet die östliche Grenze des Stadtteils, über die Anschlussstelle Osnabrück-Lüstringen ist Schinkel-Ost an die Autobahn angebunden. Die Hauptverkehrsstraßen sind die Mindener Straße im Süden und die Belmer Straße, die den Stadtteil in der Mitte in Ost-West-Richtung durchquert.
Die Stadtbuslinie M3 erschließt die Hauptsiedlung über Windthorststraße und Ölweg sowie die 11 die über den Schinkeler Friedhof Richtung Gretesch fährt. Die Stadtbuslinien 18 und 19 fahren über die Mindener Straße.